# Принудительные работы
Принудительные работы — вид уголовного наказания, связанный с привлечением осуждённого к оплачиваемому труду в местах, определяемых органами уголовно-исполнительной системы, с вычетом из его заработной платы определённой денежной суммы.  В отличие от исправительных работ, отбывание принудительных работ может производиться вдали от места постоянного проживания осуждённого при отсутствии на территории субъекта Российской Федерации по месту жительства осужденного к принудительным работам или по месту его осуждения исправительного центра или невозможности размещения (привлечения к труду) осужденных в имеющихся исправительных центрах. В отличие от обязательных работ, труд осуждённого является оплачиваемым. Принудительные работы сравниваются также с передачей осуждённых в ведение спецкомендатур, применявшейся в СССР (так называемая «химия»).
Принудительные работы не следует путать с каторжными работами которые отличаются  более тяжелым трудом и отсутствием в  УК РФ.

## Принудительные работы в уголовном праве России
Принудительные работы были включены в Уголовный кодекс РФ (ст. 531) в качестве одного из видов наказания 7 декабря 2011 года. Этот вид наказания должен был начать применяться в 2013 году, однако в связи с неготовностью уголовно-исполнительной системы его введение в действие было отсрочено до 2014 года. В сентябре 2013 года появилась информация о том, что Министерство юстиции РФ готовит законопроект о переносе вступления в силу положений уголовного законодательства о принудительных работах на 2017 год в связи с нехваткой средств на создание исправительных центров. Федеральным законом от 28 декабря 2013 года № 431-ФЗ вступление в силу положений УК о принудительных работах было отложено до 1 января 2017 года. К началу 2017 года были созданы первые четыре исправительных центра (в Ставропольском и Приморском краях, а также в Тамбовской и Тюменской областях), рассчитанные на 900 осуждённых.

### Сущность наказания
Принудительные работы применяются как альтернатива лишению свободы в случаях, предусмотренных статьями Особенной части УК РФ, за совершение преступления небольшой или средней тяжести либо за совершение тяжкого преступления впервые.
Если, назначив наказание в виде лишения свободы, суд придёт к выводу о возможности исправления осуждённого без реального отбывания наказания в местах лишения свободы, он постановляет заменить осуждённому наказание в виде лишения свободы принудительными работами. При назначении судом наказания в виде лишения свободы на срок более пяти лет принудительные работы не применяются. Принудительные работы назначаются на срок от 2 месяцев до 5 лет.
Принудительные работы заключаются в привлечении осуждённого к труду в местах, определяемых учреждениями и органами уголовно-исполнительной системы.
Из заработной платы осуждённого к принудительным работам производятся удержания в доход государства, перечисляемые на счёт соответствующего территориального органа уголовно-исполнительной системы, в размере, установленном приговором суда, и в пределах от 5 до 20 %.
В случае уклонения осуждённого от отбывания принудительных работ неотбытая их часть заменяется лишением свободы из расчёта один день лишения свободы за один день принудительных работ.
Принудительные работы не назначаются несовершеннолетним, лицам, признанным инвалидами первой или второй группы, беременным женщинам, женщинам, имеющим детей в возрасте до трёх лет, женщинам, достигшим 55-летнего возраста, мужчинам, достигшим 60-летнего возраста, а также военнослужащим.

### Исполнение наказания
Порядок исполнения данного вида наказания регламентирован главой 8.1 Уголовно-исполнительного кодекса РФ.
Осуждённые к принудительным работам отбывают наказание в специальных учреждениях — исправительных центрах, расположенных, как правило, в пределах территории субъекта Российской Федерации, в котором они проживали или были осуждены.
Однако при отсутствии на территории субъекта Российской Федерации по месту жительства осужденного к принудительным работам или по месту его осуждения исправительного центра или невозможности размещения (привлечения к труду) осужденных в имеющихся исправительных центрах осуждённые направляются по согласованию с соответствующими вышестоящими органами управления уголовно-исполнительной системы в исправительные центры, расположенные на территории другого субъекта Российской Федерации, в котором имеются условия для их размещения (привлечения к труду).

## Принудительные работы и запрет принудительного труда
Иногда возникает вопрос о совместимости принудительных работ (а также принуждения к труду осуждённых к лишению свободы) с запретом принудительного труда, установленного п. 2 ст. 37 Конституции Российской Федерации. Для решения этого вопроса обращаются к подписанным СССР и Россией международным конвенциям о запрещении рабства и принудительного труда, которые делают исключения и допускают принуждение к труду в качестве наказания, назначенного по приговору суда (или составной части такого наказания). Ими же допускается обязательный труд, связанный с исполнением обязанностей военной службы или других гражданских обязанностей, а также при введении военного положения или в чрезвычайных ситуациях.